# Колоквиум
Колоквиум (лат. colloquium) е разговор, научна беседа, а във ВУЗ – специален вид изпитване с цел проверка на знанията на студентите, при което могат и да не се поставят оценки.